# Raimundo de Moura Britto
Raimundo de Moura Britto GCIH (Natal, RN, 20 de setembro de 1909 — Rio de Janeiro, 6 de janeiro de 1988) foi um médico e político brasileiro.
Foi ministro da saúde no governo Humberto de Alencar Castelo Branco. Morava no bairro São Sebastião (Indaiá), vide Carta do Local , em Petrópolis. Filho de Francisco Xavier Pereira de Brito e de Áurea de Moura Brito, casou com Inês Félix Pacheco de Brito (Inesita).

Não confundí-lo com o seu homônimo, Raimundo Brito (1900-1982), Deputado Federal baiano (1955-1971). Ou, o seu outro homônimo, Raimundo de Brito, (1948-), Ministro das Minas e Energia (1995-1998) do Presidente Fernando Henrique Cardoso. 
Em 1934 formou-se na Faculdade Nacional de Medicina, no Rio de Janeiro, então Distrito Federal. Especializou-se em cardiologia e cirurgia cardiovascular. Publicou cerca de 280 títulos entre trabalhos científicos, conferências, comunicações e livros entre os quais se destacam:
- Cirurgia das veias:
- Tática e técnica cirúrgicas da mama;
- Paratireoidectomia no reumatismo crônico;
- O pré-operatório nos bócios tóxicos;
- Câncer e tireóides;
- Hiperparatireoidismo;
- Bócios endoto-ácidos;
- Megacolo e vitamina B.

Em 1947 assumiu a direção do HSE (Hospital dos Servidores do Estado) - RJ, deixando-a em fevereiro de 1951.
Em 1954 passa a dirigir o IPASE (Instituto de Previdência e Assistência dos Servidores do Estado). Em outubro de 1962 é eleito deputado do então Estado da Guanabara, pela União Democrática Nacional. Foi eleito membro da Academia Nacional de Medicina em 1955, sucedendo Pedro Maria de Moura na Cadeira 34, que tem Marcos Bezerra Cavalcanti como patrono.
Assumiu em 15 de abril de 1964 o Ministério da Saúde, permanecendo até 15 de março de 1967, quando finda-se o governo Castelo Branco. Retornando à iniciativa privada, foi diretor do Hospital das Clínicas, no Rio de Janeiro.
A 5 de junho de 1965 foi agraciado com a Grã-Cruz da Ordem do Infante D. Henrique de Portugal.